# Kościół św. Katarzyny w Ołomuńcu
Kościół św. Katarzyny (cz. kostel sv. Kateřiny) – kościół klasztorny zakonu dominikanek (później urszulanek) w południowej części zespołu staromiejskiego w Ołomuńcu (ul. Kateřinská). Gotycki, jednonawowy, bezwieżowy, z oryginalną dwunawową, piętrową kruchtą.
Kościół i klasztor zakonu dominikanek były wzmiankowane w tym miejscu już w 1287 r. Po roku 1362 kościół został przebudowany, zapewne przez strzechę budowlaną związaną z ołomunieckimi biskupami, która wcześniej uczestniczyła w budowie kościoła św. Maurycego w Kromieryżu. Z tego okresu pochodzi gotyckie, żebrowe sklepienie prostokątnie zamkniętego prezbiterium. Jak można wnioskować z różnych szczegółów architektonicznych (m.in. kamiennych detali okien) przebudowa trwała jeszcze pod koniec XIV i w początkach XV w. Zachodni, gotycki portal kościoła jest datowany na ok. 1400 r. W okresie renesansu otrzymał on okazałe drzwi z bogatą ornamentyką rzeźbiarską. Nad portalem umieszczono później barokowy kartusz herbowy hrabiego Alberta Bedřicha Vettera.
Kościół znacznie ucierpiał podczas wielkiego pożaru miasta w 1709 r. W czasie odbudowy nawa została na nowo przykryta sklepieniem z lunetami, a wnętrza częściowo zbarokizowane. Przy południowej ścianie nawy wybudowano wówczas boczną kaplicę.  Po kolejnym pożarze w 1800 r. kościół ponownie otrzymał nowy dach z sygnaturką. W latach 1848–1884 nastąpiła regotyzacja wnętrza. W 1987 r. odnowiono fasadę kościoła, przy czym odsłonięto pierwotne, gotyckie okna.